# Hap Sharp
James »Hap« Sharp,  ameriški dirkač Formule 1, *1. januar 1928, Tulsa, Oklahoma, ZDA, †7. maj, 1993, ZDA.
Hap Sharp je pokojni ameriški dirkač Formule 1. Debitiral je na zadnji dirki sezone 1961 za Veliko nagrado ZDA, kjer je dosegel enajsto mesto. Tudi v naslednji sezoni 1962 je nastopil le na eni dirki, tokrat na Veliki nagradi Južne Afrike, kjer je zasedel enajsto mesto. V sezoni 1963 je nastopil na dveh dirkah in ob enem odstopu je dosegel sedmo mesto na dirki za Veliko nagrado Mehike, kar je njegov najboljši rezultat v karieri. V sezoni 1964 se mu na dveh dirkah višje od trinajstega mesta ni uspelo uvrstiti, za tem pa ni več dirkal v Formuli 1. Umrl je leta 1993.

## Popolni rezultati Formule 1
(legenda) (odebeljene dirke pomenijo najboljši štartni položaj, poševne pa najhitrejši krog, †-uvrščen kljub odstopu)
| Leto | Moštvo                 | Šasija       | Motor             | 1   | 2   | 3   | 4   | 5  | 6   | 7   | 8       | 9      | 10     | Prv | Toč |
| ---- | ---------------------- | ------------ | ----------------- | --- | --- | --- | --- | -- | --- | --- | ------- | ------ | ------ | --- | --- |
| 1961 | 'Hap' Sharp            | Cooper T53   | Climax Straight-4 | MON | NIZ | BEL | FRA | VB | NEM | ITA | ZDA 10  |        |        | -   | 0   |
| 1962 | 'Hap' Sharp            | Cooper T53   | Climax Straight-4 | NIZ | MON | BEL | FRA | VB | NEM | ITA | ZDA     | JAR 11 |        | -   | 0   |
| 1963 | Reg Parnell Racing     | Lotus 24     | BRM V8            | MON | BEL | NIZ | FRA | VB | NEM | ITA | ZDA Ret | MEH 7  | JAR    | -   | 0   |
| 1964 | Rob Walker Racing Team | Brabham BT11 | BRM V8            | MON | NIZ | BEL | FRA | VB | NEM | AVT | ITA     | ZDA NC | MEH 13 | -   | 0   |